# Amtsgericht Kölleda
Das Amtsgericht Kölleda (ursprünglich Amtsgericht Cölleda) war ein Gericht der ordentlichen Gerichtsbarkeit in Kölleda.

## Geschichte
Von 1849 bis 1879 bestand in Kölleda die Gerichtskommission Cölleda des Kreisgerichtes Naumburg. Im Rahmen der Reichsjustizgesetze wurden reichsweit einheitlich Oberlandes-, Land- und Amtsgerichte gebildet. Das königlich preußische Amtsgericht Cölleda wurde mit Wirkung zum 1. Oktober 1879 als eines von 15 Amtsgerichten im Bezirk des Landgerichtes Naumburg im Bezirk des Oberlandesgerichtes Naumburg gebildet. Der Sitz des Gerichtes war die Stadt Kölleda. Sein Gerichtsbezirk umfasste den Landkreis Eckartsberga außer den Teilen, die den Amtsgerichten Artern, Eckartsberga, Heldrungen und Wiehe zugeordnet waren. Am Gericht bestand 1880 eine Richterstelle. Das Amtsgericht war damit ein kleines Amtsgericht im Landgerichtsbezirk. Im Zweiten Weltkrieg wurde das Amtsgericht Heldrungen 1945 aufgehoben. Bis 1949 bestand der Standort als Außenstelle (Abteilung 3) des Amtsgerichtes Kölleda weiter. Nach dem Zweiten Weltkrieg wurden die Länder der SBZ neu zugeschnitten und dabei auch die Zuordnungen der Amtsgerichte angepasst. Das Amtsgericht Kölleda kam damit zum Landgericht Halle.
Im Jahre 1952 wurden in der DDR die Amtsgerichte aufgehoben und Kreisgerichte gebildet. Kölleda kam zum Landkreis Sömmerda, entsprechend entstand das Kreisgericht Sömmerda im Sprengel des Bezirksgerichtes Erfurt.